# عین البارده
عین الباردة (به عربی: عین الباردة) یک منطقهٔ مسکونی در سوریه است که در الناصره واقع شده‌است.

## خصوصیات
عین الباردة ۸۵۰ متر بالاتر از سطح دریا واقع شده‌است.